# Coeloptera castanina
Coeloptera castanina är en fjärilsart som beskrevs av Turner 1945. Coeloptera castanina ingår i släktet Coeloptera och familjen vecklare. Inga underarter finns listade i Catalogue of Life.